# Ius civile
Lo ius civile è quella parte del diritto romano derivato dai mores maiorum, dalle XII tavole e dalla loro interpretatio e sviluppatosi poi nel periodo preclassico per opera soprattutto dei giuristi. 
Esso è la evoluzione laica dello Ius Quiritium, il diritto più antico dei Romani, strettamente connesso con la religione e rivelato dai pontefici.
Verso la fine del periodo preclassico anche il diritto sorto da una lex o da un plebiscito aveva finito con l'essere incluso nello ius civile, mentre nel corso del I secolo d.C. questo venne a comprendere anche il diritto derivante da un senatoconsulto o da una costituzione imperiale, ritenuti atti con forza di legge.
Ma ius civile è un'espressione estremamente cangiante, il cui significato varia a seconda dell'espressione alla quale viene contrapposto.

## Ius civile e ius gentium
In contrapposizione allo ius gentium, il diritto romano che si applicava anche agli stranieri, lo ius civile si identifica con l'intero diritto vigente nella civitas, che fosse applicabile ai soli cittadini romani.
In quest'ottica sarebbero comprese nello ius civile anche quelle clausole dell'editto pretorio che si applicavano solo ai cittadini romani.

## Ius civile e ius honorarium
In contrapposizione allo ius honorarium, il diritto creato dal pretore attraverso la sua azione giurisdizionale, lo ius civile è il diritto creato regolarmente nei modi previsti per produrre diritto in generale (leggi, plebisciti, senatoconsulti, costituzioni imperiali).
In quest'ottica gran parte dello ius gentium ricade nello ius civile.